# Mictacea
Mictacea, do grego, miktos (mesclado ou unido) e acea (terminação para a maioria das ordens de Peracarida), recebe este nome em referência ao fato de poucas características serem únicas destes animais, ocorrendo em outras ordens também.
Trata-se de crustáceos extremamente pequenos, com poucos milímetros, achatados e de formato que semelhante ao de um camarão. As fêmeas maduras possuem um conjunto de cavidades incubadoras, conhecido como marsúpio, e os machos apresentam os pleópodes mais desenvolvidos.
Esses organismos são marinhos, geralmente ocupando áreas de caverna, nos fundos oceânicos (zona batipelágica, a 1000m de profundidade), e em formações anquialinas, evitando a luminosidade. São animais detritívoros, com mandíbulas adaptadas para maceração de pequenos alimentos, vasculhando o substrato lodoso.
A ordem Mictacea é pouco expressiva em relação à diversidade, contando com apenas 7 espécies, distribuídas em 4 gêneros, sendo a Mictocaris halope, a mais conhecida. Apesar de ser considerada uma ordem válida, muitas características sugerem que as duas famílias que a compõe, Mictocarididae e Hirsutiidae, não sejam tão relacionadas. A pouca quantidade de estudo dificulta o estudo da filogenia destes crustáceos.

## Morfologia

### Morfologia externa

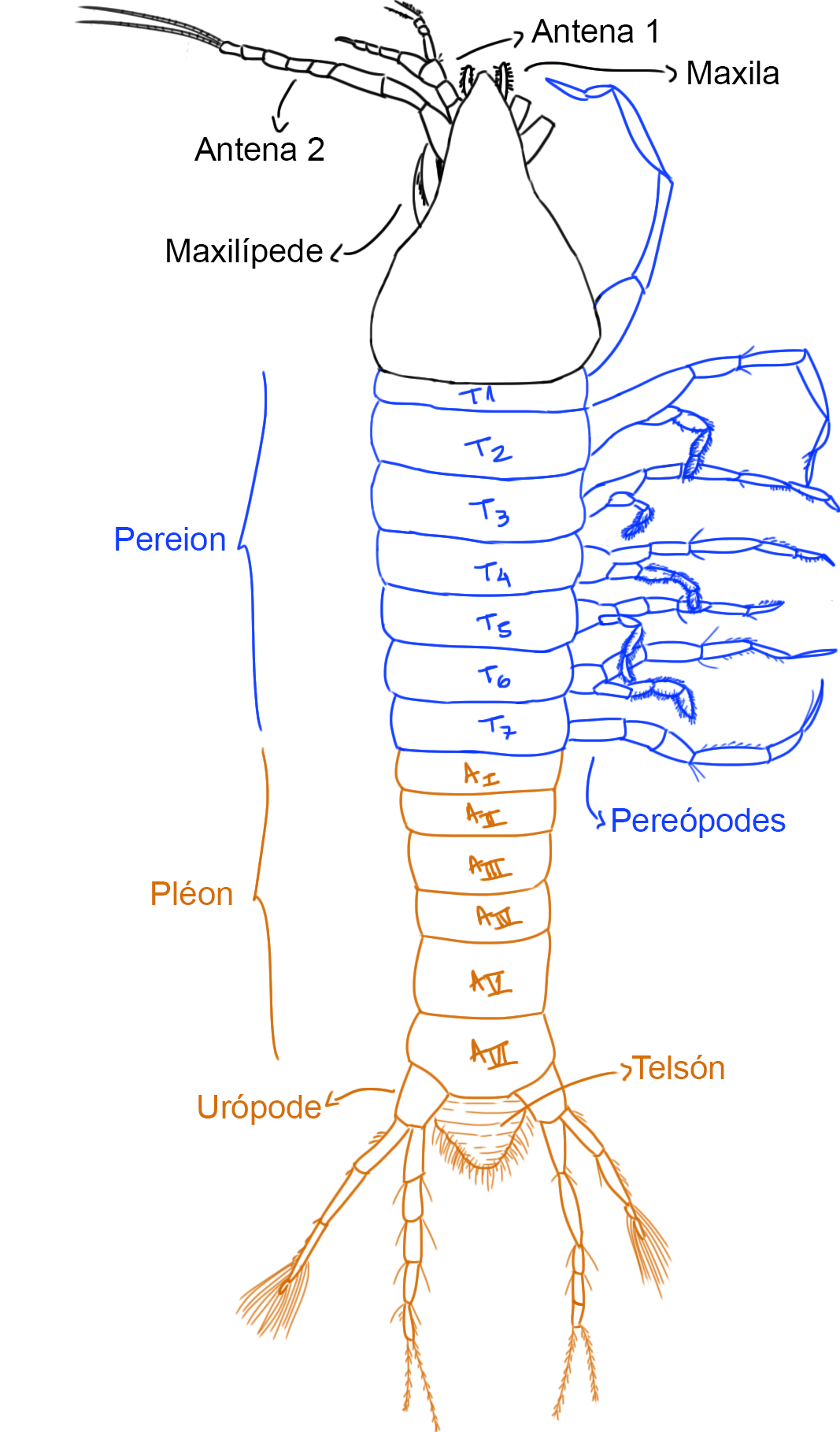
Morfologia externa. Vista dorsal. Em preto (cabeça); em azul (tórax); em laranja (abdômen).

Os mictáceos são crustáceos pequenos, de cerca de 2 a 3,5mm de comprimento. O corpo é fino e cilíndrico porém achatado, com a maioria dos segmentos corporais livres. O corpo é dividido em cabeça, tórax e abdome.
A cabeça é fusionada ao primeiro segmento torácico (pereonito), sem uma carapaça bem desenvolvida, mas com um escudo cefálico que se projeta lateralmente, e protege as bases das maxilas e dos maxilípedes. Há um par de maxilípedes, com um palpo de 5 segmentos, sem epipodito. A maxila 1 é ausente de palpo e com 2 enditos, sendo que o mais externo possui elementos em forma de lança, de comprimentos e formas variadas, enquanto o mais interno possui poucos elementos, em forma de espinho. A maxila 2 contém uma cerda longa e forte. Os olhos são pedunculados, podendo ser presentes, mas sem elementos visuais, como em Mictocarididae, ou totalmente ausentes, como em Hirsutiidae. Possuem dois pares de antena. A antena 1 é birreme, com 3 segmentos pedunculados e 2 flagelos multissegmentados, enquanto a antena 2 com 5 segmentos, com exopodito digitiforme. As mandíbulas estão livres, lateralmente protegidas pela carapaça, e são adaptadas para cortar e macerar o alimento, com palpos trissegmentados.
O tórax, ou pereion, possui 7 segmentos, de comprimento relativamente igual - com exceção do primeiro, que é menor pela fusão com a cabeça. Os segmentos são livres, sem uma carapaça cobrindo dorsalmente o corpo. A pleura e as brânquias são ausentes. Os pereópodes 1 e 7 são unirremes, sendo o primeiro bem longo, podendo ou não apresentar exopodito, e o sétimo ausente desta parte. Os pereópodes 2 a 6 são birremes, sendo que os últimos possuem exopoditos natatórios.
Nas fêmeas, os  marsúpios encontram-se entre os pereópodes 2 a 6, com epipoditos com cerdas longas e plumosas. Estes apêndices formam uma bolsa externa ao corpo, na região ventral, para carregar os ovos.
O abdôme, ou pléon, encontra-se livre da carapaça, com 6 segmentos. Os apêndices 1 a 5 são unirremes e reduzidos, como protuberâncias, com 3 ou 4 finas cerdas. Os pleópodes 4 e 5 são maiores e de formato irregular.
O urópode é birreme, com 2 a 5 segmentos,  sendo quase o dobro do comprimento do télson. O exopodito é bissegmentado, o endopodito é multissegmentado e o propodito apresenta 1 a 3 espinhos mediais. O télson é presente e livre, não fundido ao último pleonito (segmento do abdômen).

### Morfologia interna

#### Sistema digestivo
A boca liga-se ao estômago, por um curto esôfago. Há um proventrículo, equipado com um aparato filtrador, composto de cerdas filtradoras, em conjunto de invaginações e sulcos. O estômago termina ligando ao intestino, que possui 70 a 90μm de diâmetro, de onde 4 pares de glândulas, sendo que duas delas estão posicionadas dorsalmente, e as outras duas, ventralmente. A parede delas é ondulada, com cristas que se projetam para o lúmen intestinal. Estas estruturas estão concentradas na região do cefalotórax. O intestino se prolonga por todo o tronco e termina em um ânus, localizado na região anterior do télson.

#### Sistema circulatório
O coração tem forma cilíndrica e localiza-se entre o segundo e o quinto segmentos torácicos. A parede é fina, com poucas fibras musculares, em arranjo espiralado. Na região mais próxima à cabeça, o coração apresenta ostias, aberturas de entrada e saída de fluido. Nesta porção, o diâmetro do tubo é maior e vai se tornando menor à medida que se distancia. Na região do cefalotórax, o coração se projeta em uma aorta anterior, e é comprimida lateralmente pelas glândulas intestinais dorsais, e estão ligadas pelo tecido conjuntivo da cutícula dorsal. Ali o coração se expande lateralmente sobre o estômago, por onde saem 4 ramos que irrigam o cérebro. Na continuação da aorta anterior, há projeções que irrigam as antenas 1 e 2.

#### Sistema nervoso
O cérebro encontra-se na região do cefalotórax, e  pode ser dividido em três: protocérebro, deutocérebro e tritocérebro. No primeiro, são discerníveis dois neurópilos (concentrações de dendritos e ramos de axônios), um de cada lado de um corpo central. Como estes crustáceos não possuem elementos visuais, estruturas ópticas estão ausentes. No deutocérebro, encontram-se lobos olfatórios, que concentram estruturas cônicas, chamadas de glomérulos olfativos. Destes lobos, emanam ventralmente nervos em direção à antena 1. O tritocérebro é a maior porção, com nervos que se projetam de neurópilos para as antenas 2. O cérebro está extremamente ligado ao gânglio subesofágico, através de conexões esofágicas.

## Dimorfismo sexual
As fêmeas apresentam o marsúpio, que corresponde a uma bolsa ventral, formada por epipoditos modificados nos pereópodes 2 a 6, para carregar os ovos. A região é acompanhada de cerdas em grande quantidade. Em Hirsutia, foi observada uma diferença significante que não ocorre em outros Peracarida: a disposição dos epipoditos é posteromedial, crescendo na direção do eixo do corpo (cabeça-télson), e é resultado da migração dos exopoditos de uma posição lateral para outra anterolateral, durante o desenvolvimento. Nos outros crustáceos, os epipoditos crescem perpendicular ao plano do corpo. Em Montucaris, foi observado uma fileira de espinhos na margem medial do segmento dos urópodes.
Os machos possuem pleópodes locomotores desenvolvidos, ao contrário das fêmeas, que possuem estes apêndices muito reduzidos. O tamanho do corpo é menor quando comparado ao da fêmea. Em Montucaris, o pereópode 3 apresenta espinhos triangulares na base. Um par de pênis tubulares estão presentes no esternito do oitavo segmento torácico. Podem também ter uma sutura transversal no dorso do cefalotórax.

## Reprodução e ciclo de vida
Pouco se conhece do ciclo de vida dos mictáceos, principalmente pelo fato de até 2006, nenhum macho ter sido coletado, levando a se considerar que a reprodução era por partenogênese. A partir de então, os dados que se têm dos machos são oriundos apenas do gênero Montucaris, levando à discussão se de fato as características observadas ocorrem nos indivíduos dos outros gêneros, ou se são particularidades daquele grupo.
Estágios de manca, formas juvenis muito semelhantes ao adulto mas ainda não completamente desenvolvidos, foram observados. Diferencia-se 4 estágios, sendo um deles com os exopoditos dos pereópodes 5 e 6 mais desenvolvidos que nos adultos, e sem o último par de pereópodes.

## Identificação e coleta

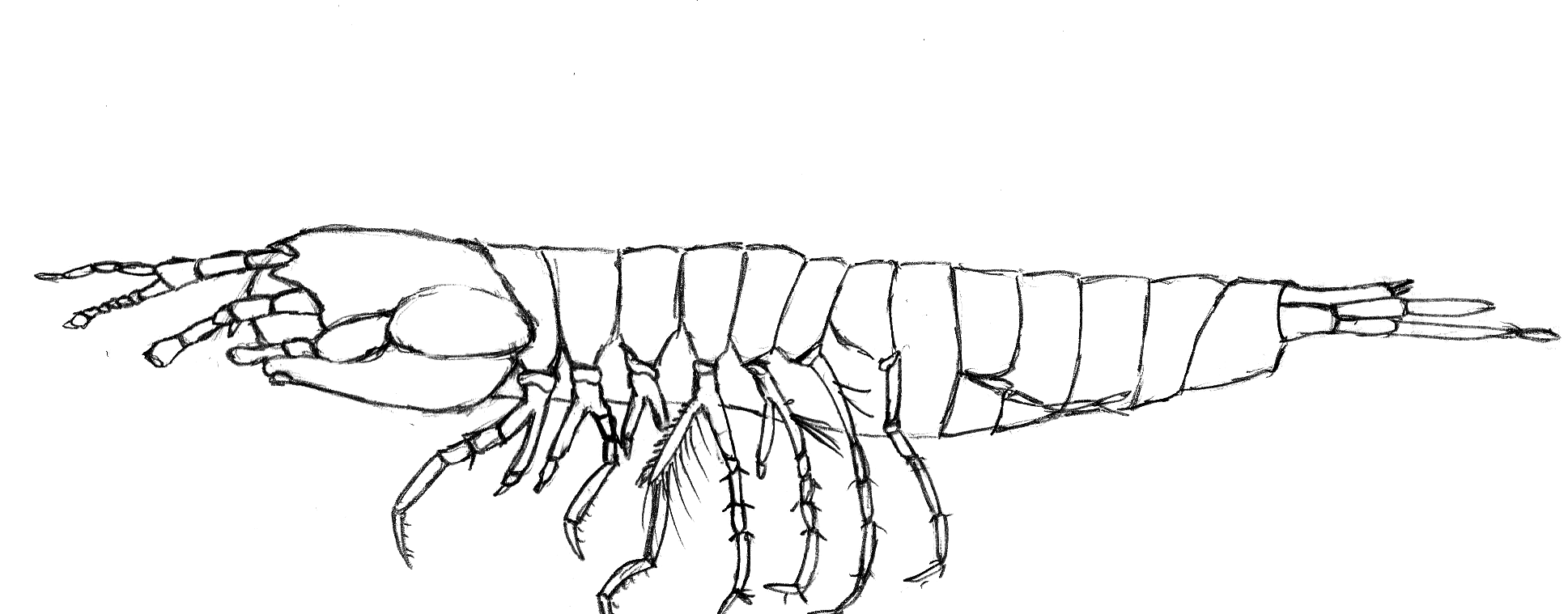
Esboço geral de Mictocaris halope (vista lateral)

Apesar desta ordem não possuir características únicas, a identificação pode ocorrer com base nas seguintes informações:
- Cabeça fusionada ao primeiro segmento torácico;
- Carapaça muito pouco desenvolvida, com apenas a lateral cobrindo as maxilas e maxilípede;
- Maxilípede sem epipodito;
- Tórax com 7 segmentos;
- Abdômen com 6 segmentos;
- Pereópodes natatórios, sem brânquias;
- Pleópodes reduzidos;
- Marsúpio formado por enditos paralelos ao eixo do corpo;

Por serem animais marinhos, de regiões profundas ou cavernícolas, a coleta é dificultada, resultando em espécimes danificados, dificultando a descrição e o estudo.
Nas regiões de caverna, a coleta é feita com a ajuda de bombas de sucção e luz artificial, para determinação e mapeamento dos indivíduos.
Como as áreas de coleta são pouco exploradas, outras espécies ainda sem identificação podem também ser encontradas, demonstrando alto potencial para a taxonomia.

## Ecologia

### Habitat e distribuição
Os mictáceos são todos marinhos e bentônicos, geralmente encontrados em regiões de caverna, de formações anquialinas ou no oceano a 1000m de profundidade (zona batipelágica), presentes mutias vezes no sedimento lodoso. Vivem no mesmo ambiente de alguns anelídeos, moluscos, equinodermos e outros artrópodes.
Nas regiões de caverna, a distribuição é desigual, estando concentrados nas áreas mais escuras, e evitando as iluminadas.
Mictocaris halope foi encontrado em cavernas marinhas do Bahamas. Há dados sobre ocorrência de Hirsutia na costa da Austrália e do norte da América do Sul, a 1000m de profundidade. Thetispelecaris pode ser encontrado em cavernas marinhas da Ilha de Caimão e do Japão. Por último, Montucaris foi coletada na costa do Brasil.

### Alimentação
Apesar da mandíbula adaptada para maceração, não há muitos indícios que os mictáceos sejam carnívoros, por conta do incisor mandibular não ser tão forte, quando comparado com a de outros grupos. Provavelmente este animais se alimentam de detritos, com os pereópodes 1 e 2, mais longo e esclerotizados, adaptados para escavar e manipular alimento até a boca.

### Comportamento
Pouco se sabe sobre o comportamento destes animais. Na natureza, pode-se observar que M. halope nada na superfície, parando para descansar em rochas ou leitos de sedimento por algum tempo. Em laboratório, eles permanecem no fundo e cantos do aquário. Enquanto nadam, as antenas ficam direcionadas para frente, com um ângulo de 60º e 90º uma da outra, lateralmente dispostas. No entanto, enquanto andam no substrato, as antenas ficam em um ângulo maior, de 180º. Outra curiosidade é o fato destes animais pararem de nadar ocasionalmente, virarem o dorso para o chão e afundarem.

## Histórico
Em 1985, Bowman e Iliffe trabalharam com Mictocaris halope, encontrado em cavernas do Bahamas, e cunhou a família Mictocarididae para abrigar sua nova espécie. Enquanto isso, Sanders, Hessler e Garner, no mesmo ano, encontraram uma nova espécie, Hirsutia bathyalis, no fundo oceânico do nordeste da América do Sul, fundando a família Hirsutiidae. Os cinco autores uniram seus estudos e chegaram à conclusão que ambas as espécies compartilhavam características comuns o suficiente para uní-las em uma nova ordem, originando assim Mictacea (1985).
Em 1988, foi encontrado um espécime na costa do sudeste da Austrália,que, apesar de bem danificado, pode ser definido como pertencente à Mictacea, recebendo o nome de Hirsutia sandersetalia, em homenagem a um dos fundadores da ordem. Esta foi a terceira espécie definida até então.
Em 1998, indivíduos de crustáceos muito semelhantes aos do gênero Hirsutia foram coletados, porém as análises morfológicas levaram à suspeita da validez da ordem Mictacea, já que as duas famílias integrantes pareciam diferir em muitos aspectos. Dessa forma, foi sugerida a criação de uma nova ordem que separasse Hirsutiidae de Mictocarididae, recebendo o nome de Bochusacea (do latim, bochus = boca proeminente, e acea = sufixo para maioria das ordens de Peracarida). A espécie deste estudo apresentava características não encontradas em Hirsutia, resultando em um novo gênero, que foi denominado Thetispelecaris remex.
No mesmo ano, Mictocarididae foi estudada com a finalidade de se saber qual seria o seu futuro nesta nova proposta. Ao comparar Mictocaris halope com outras 2 espécies da ordem Spelaeogriphacea - a Spelaeogriphus lepidops (Gordon, 1957) e a Potiicoara brasiliensis (Pires, 1987) -, foram detectadas apenas 7 diferenças morfológicas dentre 35 características analisadas, levando à conclusão de que as 3 espécies deveriam ser unidas em uma nova ordem, que foi chamada de Cosinzeneacea (cozînzeana = fada da mitologia romena que vive no submundo, por onde só se chega através de um túnel escuro, e acea = sufixo da maioria das ordens de Peracarida). O nome se dá pelo fato de todas as espécies serem encontradas dentro de cavernas de água limpa. É importante destacar que uma das diferenças observadas é a de que M. halope não possui epipodito no maxilípede, presente nas outras 2 espécies, sugerindo que Mictocarididae e os Spelaeogriphacea sejam subordens de Cosinzeneacea.
Em 2002, uma nova espécie foi encontrada em cavernas submarinas de uma ilha do Caribe, com características semelhantes às do gênero Thetispelecaris. Foi denominada então como Thetispelecaris yurikago.
Em 2005, mais uma nova espécie foi encontrada, na zona batipelágica do Nordeste do Brasil. Inusitadamente, apresentava características que sugeriam a formação de mais um novo gênero. Ela foi denominada Montucaris distincta. Este estudo foi o primeiro que utilizou machos de Hirsutiidae, já que até então apenas fêmeas haviam sido encontradas. Um dos resultados deste trabalho confrontou a proposta da ordem Bochusacea, questionando a principal característica hipoteticamente compartilhada.
Em 2012, mais uma espécie foi encontrada em cavernas submarinas no Japão, denominada Thetispelecaris kumejimensis. Esta foi a sexta espécie de Mictacea encontrada.

## Filogenia
Por ser uma ordem pouco estudada, a posição de Mictacea dentro de Peracarida é ainda incerta, transitando dentro da filogenia. Como as vezes ela é tratada como uma ordem válida e as vezes não, existe uma grande dificuldade em se criar um consenso entre os estudiosos.
Ela pode ser encontrada também sob os nomes Bochusacea e Cosinzeneacea; o primeiro se refere à família Hirsutiidae isoladamente, enquanto a segunda, à união de Mictocarididae e das espécies Spelaeogriphus lepidops e Potiicoara brasiliensis, ambos pertencentes atualmente à ordem Spelaeogriphacea.
A classe Malacostraca inclui a superordem Peracarida, e engloba diversos crustáceos como a tamarutaca (Hoplocarida), camarões e caranguejos (Decapoda).

|  | Eucarida                     |
|  |                              |
|  | \| \| Peracarida \| \| \| \| |
|  |                              |
|  | Peracarida                   |
|  |                              |

|  | Peracarida |
|  |            |

|  | Eucarida                     |
|  |                              |
|  | \| \| Peracarida \| \| \| \| |
|  |                              |
|  | Peracarida                   |
|  |                              |

|  | Peracarida |
|  |            |

|  | Eucarida                     |
|  |                              |
|  | \| \| Peracarida \| \| \| \| |
|  |                              |
|  | Peracarida                   |
|  |                              |

|  | Peracarida |
|  |            |

|  | Eucarida                     |
|  |                              |
|  | \| \| Peracarida \| \| \| \| |
|  |                              |
|  | Peracarida                   |
|  |                              |

|  | Peracarida |
|  |            |

A ordem Mictacea encontra-se dentro da superordem Peracarida, que inclui os tatuzinhos-de-jardim (Isopoda) e afídeos (Amphipoda).

|  | Mysida        |
|  |               |
|  | Lophogastrida |
|  |               |

|  | Isopoda    |
|  |            |
|  | Tanaidacea |
|  |            |

|  | \| \| Spelaeogriphacea \| \| \| \| \| \| Mictacea \| \| \| \| |
|  |                                                               |
|  | Cumacea                                                       |
|  |                                                               |
|  | Spelaeogriphacea                                              |
|  |                                                               |
|  | Mictacea                                                      |
|  |                                                               |

|  | Spelaeogriphacea |
|  |                  |
|  | Mictacea         |
|  |                  |

|  | Isopoda    |
|  |            |
|  | Tanaidacea |
|  |            |

|  | \| \| Spelaeogriphacea \| \| \| \| \| \| Mictacea \| \| \| \| |
|  |                                                               |
|  | Cumacea                                                       |
|  |                                                               |
|  | Spelaeogriphacea                                              |
|  |                                                               |
|  | Mictacea                                                      |
|  |                                                               |

|  | Spelaeogriphacea |
|  |                  |
|  | Mictacea         |
|  |                  |

|  | Isopoda    |
|  |            |
|  | Tanaidacea |
|  |            |

|  | \| \| Spelaeogriphacea \| \| \| \| \| \| Mictacea \| \| \| \| |
|  |                                                               |
|  | Cumacea                                                       |
|  |                                                               |
|  | Spelaeogriphacea                                              |
|  |                                                               |
|  | Mictacea                                                      |
|  |                                                               |

|  | Spelaeogriphacea |
|  |                  |
|  | Mictacea         |
|  |                  |

|  | Isopoda    |
|  |            |
|  | Tanaidacea |
|  |            |

|  | \| \| Spelaeogriphacea \| \| \| \| \| \| Mictacea \| \| \| \| |
|  |                                                               |
|  | Cumacea                                                       |
|  |                                                               |
|  | Spelaeogriphacea                                              |
|  |                                                               |
|  | Mictacea                                                      |
|  |                                                               |

|  | Spelaeogriphacea |
|  |                  |
|  | Mictacea         |
|  |                  |

|  | Isopoda    |
|  |            |
|  | Tanaidacea |
|  |            |

|  | \| \| Spelaeogriphacea \| \| \| \| \| \| Mictacea \| \| \| \| |
|  |                                                               |
|  | Cumacea                                                       |
|  |                                                               |
|  | Spelaeogriphacea                                              |
|  |                                                               |
|  | Mictacea                                                      |
|  |                                                               |

|  | Spelaeogriphacea |
|  |                  |
|  | Mictacea         |
|  |                  |

|  | Isopoda    |
|  |            |
|  | Tanaidacea |
|  |            |

|  | \| \| Spelaeogriphacea \| \| \| \| \| \| Mictacea \| \| \| \| |
|  |                                                               |
|  | Cumacea                                                       |
|  |                                                               |
|  | Spelaeogriphacea                                              |
|  |                                                               |
|  | Mictacea                                                      |
|  |                                                               |

|  | Spelaeogriphacea |
|  |                  |
|  | Mictacea         |
|  |                  |

|  | Isopoda    |
|  |            |
|  | Tanaidacea |
|  |            |

|  | \| \| Spelaeogriphacea \| \| \| \| \| \| Mictacea \| \| \| \| |
|  |                                                               |
|  | Cumacea                                                       |
|  |                                                               |
|  | Spelaeogriphacea                                              |
|  |                                                               |
|  | Mictacea                                                      |
|  |                                                               |

|  | Spelaeogriphacea |
|  |                  |
|  | Mictacea         |
|  |                  |

|  | Isopoda    |
|  |            |
|  | Tanaidacea |
|  |            |

|  | \| \| Spelaeogriphacea \| \| \| \| \| \| Mictacea \| \| \| \| |
|  |                                                               |
|  | Cumacea                                                       |
|  |                                                               |
|  | Spelaeogriphacea                                              |
|  |                                                               |
|  | Mictacea                                                      |
|  |                                                               |

|  | Spelaeogriphacea |
|  |                  |
|  | Mictacea         |
|  |                  |

|  | Mysida        |
|  |               |
|  | Lophogastrida |
|  |               |

|  | Isopoda    |
|  |            |
|  | Tanaidacea |
|  |            |

|  | \| \| Spelaeogriphacea \| \| \| \| \| \| Mictacea \| \| \| \| |
|  |                                                               |
|  | Cumacea                                                       |
|  |                                                               |
|  | Spelaeogriphacea                                              |
|  |                                                               |
|  | Mictacea                                                      |
|  |                                                               |

|  | Spelaeogriphacea |
|  |                  |
|  | Mictacea         |
|  |                  |

|  | Isopoda    |
|  |            |
|  | Tanaidacea |
|  |            |

|  | \| \| Spelaeogriphacea \| \| \| \| \| \| Mictacea \| \| \| \| |
|  |                                                               |
|  | Cumacea                                                       |
|  |                                                               |
|  | Spelaeogriphacea                                              |
|  |                                                               |
|  | Mictacea                                                      |
|  |                                                               |

|  | Spelaeogriphacea |
|  |                  |
|  | Mictacea         |
|  |                  |

|  | Isopoda    |
|  |            |
|  | Tanaidacea |
|  |            |

|  | \| \| Spelaeogriphacea \| \| \| \| \| \| Mictacea \| \| \| \| |
|  |                                                               |
|  | Cumacea                                                       |
|  |                                                               |
|  | Spelaeogriphacea                                              |
|  |                                                               |
|  | Mictacea                                                      |
|  |                                                               |

|  | Spelaeogriphacea |
|  |                  |
|  | Mictacea         |
|  |                  |

|  | Isopoda    |
|  |            |
|  | Tanaidacea |
|  |            |

|  | \| \| Spelaeogriphacea \| \| \| \| \| \| Mictacea \| \| \| \| |
|  |                                                               |
|  | Cumacea                                                       |
|  |                                                               |
|  | Spelaeogriphacea                                              |
|  |                                                               |
|  | Mictacea                                                      |
|  |                                                               |

|  | Spelaeogriphacea |
|  |                  |
|  | Mictacea         |
|  |                  |

|  | Isopoda    |
|  |            |
|  | Tanaidacea |
|  |            |

|  | \| \| Spelaeogriphacea \| \| \| \| \| \| Mictacea \| \| \| \| |
|  |                                                               |
|  | Cumacea                                                       |
|  |                                                               |
|  | Spelaeogriphacea                                              |
|  |                                                               |
|  | Mictacea                                                      |
|  |                                                               |

|  | Spelaeogriphacea |
|  |                  |
|  | Mictacea         |
|  |                  |

|  | Isopoda    |
|  |            |
|  | Tanaidacea |
|  |            |

|  | \| \| Spelaeogriphacea \| \| \| \| \| \| Mictacea \| \| \| \| |
|  |                                                               |
|  | Cumacea                                                       |
|  |                                                               |
|  | Spelaeogriphacea                                              |
|  |                                                               |
|  | Mictacea                                                      |
|  |                                                               |

|  | Spelaeogriphacea |
|  |                  |
|  | Mictacea         |
|  |                  |

|  | Isopoda    |
|  |            |
|  | Tanaidacea |
|  |            |

|  | \| \| Spelaeogriphacea \| \| \| \| \| \| Mictacea \| \| \| \| |
|  |                                                               |
|  | Cumacea                                                       |
|  |                                                               |
|  | Spelaeogriphacea                                              |
|  |                                                               |
|  | Mictacea                                                      |
|  |                                                               |

|  | Spelaeogriphacea |
|  |                  |
|  | Mictacea         |
|  |                  |

|  | Isopoda    |
|  |            |
|  | Tanaidacea |
|  |            |

|  | \| \| Spelaeogriphacea \| \| \| \| \| \| Mictacea \| \| \| \| |
|  |                                                               |
|  | Cumacea                                                       |
|  |                                                               |
|  | Spelaeogriphacea                                              |
|  |                                                               |
|  | Mictacea                                                      |
|  |                                                               |

|  | Spelaeogriphacea |
|  |                  |
|  | Mictacea         |
|  |                  |

### Validez
Como dito anteriormente, muitas características fazem com que Mictacea seja desmembrada e realocada em outras ordens, ou em até uma nova ordem. A presença de um oostegito tão singular é  uma característica marcante do grupo, mas que também abre discussão para a validez deles dentro de Peracarida. Aceita-se por enquanto que estas estruturas sejam de fato para armazenar os ovos.
Mictocarididae e certas espécies de Spelaeogriphacea apresentam características em comum, sugerindo que sejam próximas, se não da mesma ordem.
Hirsutiidae apresenta um singularidade: as maxilas possuem enditos com estruturas plumosas. Elas se repetem em Mysida, Lophogastrida e Thermosbaenacea. Importante destacar que Mictocaris e Spelaeogriphacea não possuem esta estrutura, fortalecendo a ideia de manter os dois grupos próximos. Outra característica da família, é que os pleópodes nos machos são bem desenvolvidos, como em Mysida, Lophogastrida, Amphipoda,  Cumacea, Tanaidacea e Spelaeogriphacea. Já em Mictocaris e Thermosbaenacea, os pleópodes são extremamente reduzidos. O comportamento incomum de virar o dorso para o substrato é observado tanto em Thermosbaenacea quanto em M. halope, o que pode sugerir proximidade entre os grupos.
Defende-se atualmente que as duas famílias sejam separadas. Estudos morfológicos e moleculares futuros podem adicionar informações sobre a validez da proposta filogenética vigente.

### Evolução
Propõe-se que o ancestral de Mictacea fosse de águas rasas, posteriormente invadiu as áreas de caverna e mares profundos, evoluindo independentemente a partir de dai.

### Espécies
Mictacea é formada por apenas 2 famílias, comprimindo 6 espécies conhecidas até o momento:
Hirsutiidae Sanders, Hessler & Garner, 1985
- Hirsutia bathyalis Sander, Hessler & Garner 1985
- Hirsutia sandersertalia Just & Poore, 1988
- Thetispelecaris remex Gutu & Iliffe, 1998
- Thetispelecaris yurikago Ohtsuka, Hanamura & Kase, 2002
- Montucaris distincta Jaume, Boxshall & Bamber, 2006
- Thetispelecaris kumejimensis Shimomura, Fujita & Naruse, 2012

Mictocarididae Bowman & Iliffe, 1985
- Mictocaris halope Bowman & Iliffe, 1985